# NGC 493
NGC 493, đôi khi còn được gọi là PGC 4979 hoặc GC 281, là một thiên hà xoắn ốc bị chặn trong chòm sao Kình Ngư. Nó nằm cách Trái Đất khoảng 90 triệu năm ánh sáng và được phát hiện vào ngày 20 tháng 12 năm 1786 bởi nhà thiên văn học William Herschel. Nó sau đó cũng được quan sát bởi con trai của ông, John Herschel. John Dreyer, người tạo ra Danh mục tổng quát mới, đã mô tả thiên hà này là "rất mờ, lớn, mở rộng hơn 60 °" với "phần giữa sáng hơn một chút".